# Södrans revy
Södrans revy är en svensk komedifilm från 1950 i regi av Sven Paddock och Arthur Spjuth.

## Om filmen
Filmen premiärvisades 6 november 1950. Den spelades in med publik vid en särskild föreställning av revyn Farväl till 40-talet på Södra Teatern i Stockholm av Hilding Bladh, Carl-Eric Edlund och Rune Ericson. 
Revyn som skrevs av Erik Zetterström hade urpremiär på Södra Teatern nyårsdagen 1950. I filmversionen spelade Ninni Elliot och Allan Bohlin de roller som i revyn ursprungligen spelades av Gaby Stenberg och Carl Reinholdz.

## Roller i urval
- Åke Söderblom
- Naima Wifstrand
- Douglas Håge
- Egon Larsson
- Eric Gustafsson
- Sylva Åkesson
- Allan Bohlin
- Ninni Elliot
- Sven Aage Andersen
- Kerstin "Kiki" Bratt

## Södrans balett
- Ingalill Grytberg
- Margit Klefbom
- Elsie Teike
- Marianne Sjögren
- Britta Green
- Bisse Andersson
- Anny Zika
- Berit Thul

## Musik i filmen
- Liebestraum, kompositör Franz Liszt
- Czardasfurstinnan, kompositör Emmerich Kálmán
- Gavotte, kompositör François-Joseph Gossec
- Entr'acte Gavote, kompositör Ernest Gillet
- Loin du Bal, kompositör Ernest Gillet
- Along the Navajo Trail, kompositör och text Ernest Gillet, Larry Markes och Dick Charles
- Bullfest, kompositör och text Ulf Peder Olrog
- Samling vid pumpen, kompositör och text Ulf Peder Olrog
- Det var Bohus bataljon!, kompositör Sten Frykberg, text Axel Flodén
- Hop-Scotch Polka, kompositör och text William Whitlock, Carl Sigman och Gene Rayburn, svensk text Nils Perne och Sven Paddock
- Johanssons Boogie woogie vals, kompositör Povel Ramel, med specialtext av Nils Perne och Sven Paddock
- My One and Only Highland Fling, kompositör Harry Warren, text Nils Perne och Sven Paddock
- Markisinnan, kompositör Olle Lindholm, text Dix Dennie
- Petunia, kompositör Olle Lindholm, text Åke Söderblom och Sven Paddock
- Pierrot, kompositör och text Naima Wifstrand
- 'Thank You, kompositör och text Ervin Drake och Jimmy Shirl, svensk text Nils Perne och Sven Paddock